# ロイス・ウェバー
ロイス・ウェバー（Lois Weber, 1881年6月13日 - 1939年11月13日）は、アメリカ合衆国の女優、映画監督、脚本家、映画プロデューサーである。1914年（大正3年）に監督作『ヴェニスの商人』を発表、初めて長篇劇映画を演出した女性監督として知られる。出生名はフローレンス・ピーツ（Florence Pietz）。

## 人物・来歴
1881年（明治14年）6月13日、アメリカ合衆国ペンシルベニア州アレゲニー（現在の同州ピッツバーグノースサイド）に生まれる。
長じて、同地で卓越したピアニストになるが、家出をし、歌い手としてのキャリアを求めようとニューヨーク市へと移った。実家を離れてからのウェバーは貧困の中に暮らし、街頭での福音伝道者として働き、ニューヨークやピッツバーグで説教をし賛美歌を歌った。1905年（明治38年）、ゴーモンの米国部門に演技者として入社、翌1906年（明治39年）には、同社のマネージャーであったフィリップス・スモーリーと結婚した。
1908年（明治41年）には、Hypocrites と題する脚本を執筆し、映画作家・アリス・ギィ＝ブラシェの夫であるハーバート・ブラシェが監督した。Hypocrites は、1915年（大正4年）にウェバーが脚本を執筆し、監督し、プロデュースし、主演した映画と同一のタイトルであり、同作は、当時にしては大胆に考察された社会的主題、道徳的レッスンを目指したものであった。そのような映画と主題には、人工妊娠中絶や避妊を扱った『暗中鬼』、死刑制度を扱った  The People vs. John Doe、アルコール使用障害や薬物依存症を扱った Hop, the Devil's Brew （いずれも1916年）等がある。主題が議論を巻き起こしたおかげで、ウェバーの監督作の多くは興行的に成功を収めた。
1916年（大正5年）には、ウェバーは、ユニバーサル・フィルム・マニュファクチュアリング・カンパニー（現在のユニバーサル・ピクチャーズ）社内でももっとも高給をとる監督になり、同年、ロシア出身のバレリーナであるアンナ・パヴロワの映画デビュー作、ユニバーサル特作映画『ポルチシの唖娘』を監督した。翌1917年（大正6年）には、自らの製作会社ロイス・ウェバー・プロダクションズを設立している。ウェバーは、当時女性でただひとり、アメリカ映画監督協会の会員であることを許されていた。この時期のウェーバーのもっとも成功した作品は、クレア・ウィンザーとルイス・カルハーンが主演した『汚点』である。同作は、パラマウント映画が配給した5作のウェバー作品の1作である。
1925年1月、500万ドルをかけた人気小説の映画化の焼き直しのためカール・レムリに雇われウェバーは再びユニバーサルに戻った。毎年ユニバーサルはロン・チェイニー主演の『ノートルダムのせむし男』(1923年)、『オペラの怪人』(1925年)など巨額を投じた大作を製作していた。低評価により、同年9月の再公開に合わせてウェバーとモウリス・パイヴァーが『オペラの怪人』の編集に任命された。
1920年代（大正10年代）に入ると、ウェバーの運命に変化を来たした。自社を手放し、1922年（大正11年）には虐待とアルコール依存に溺れるスモーリーと離婚するに至り、ウェーバーは神経衰弱を患うことになる。ハリー・ガンツと1926年（大正15年）に結婚したが、1935年（昭和10年）には離婚している。手がけた最後のサイレント映画は、1927年（昭和2年）に発表した『歓楽地獄』と The Angel of Broadway であった。
最後の監督作は1934年（昭和9年）の White Heat で、砂糖プランテーション農場における異人種（白人と非白人）間結婚の話であった。同作はほとんど収入を得られず、その後のウェバーはユニヴァーサル社でスクリプト・ドクターの仕事を見つけるくらいしか仕事はなくなってしまった。
1939年（昭和14年）11月13日、カリフォルニア州ロサンゼルス市ハリウッドで死去した。満58歳没。財産もなく、子どもももたなかった。映画産業への貢献を称え、ハリウッド大通り6518番地のハリウッド・ウォーク・オブ・フェームに星を刻んだ。

## おもなフィルモグラフィ

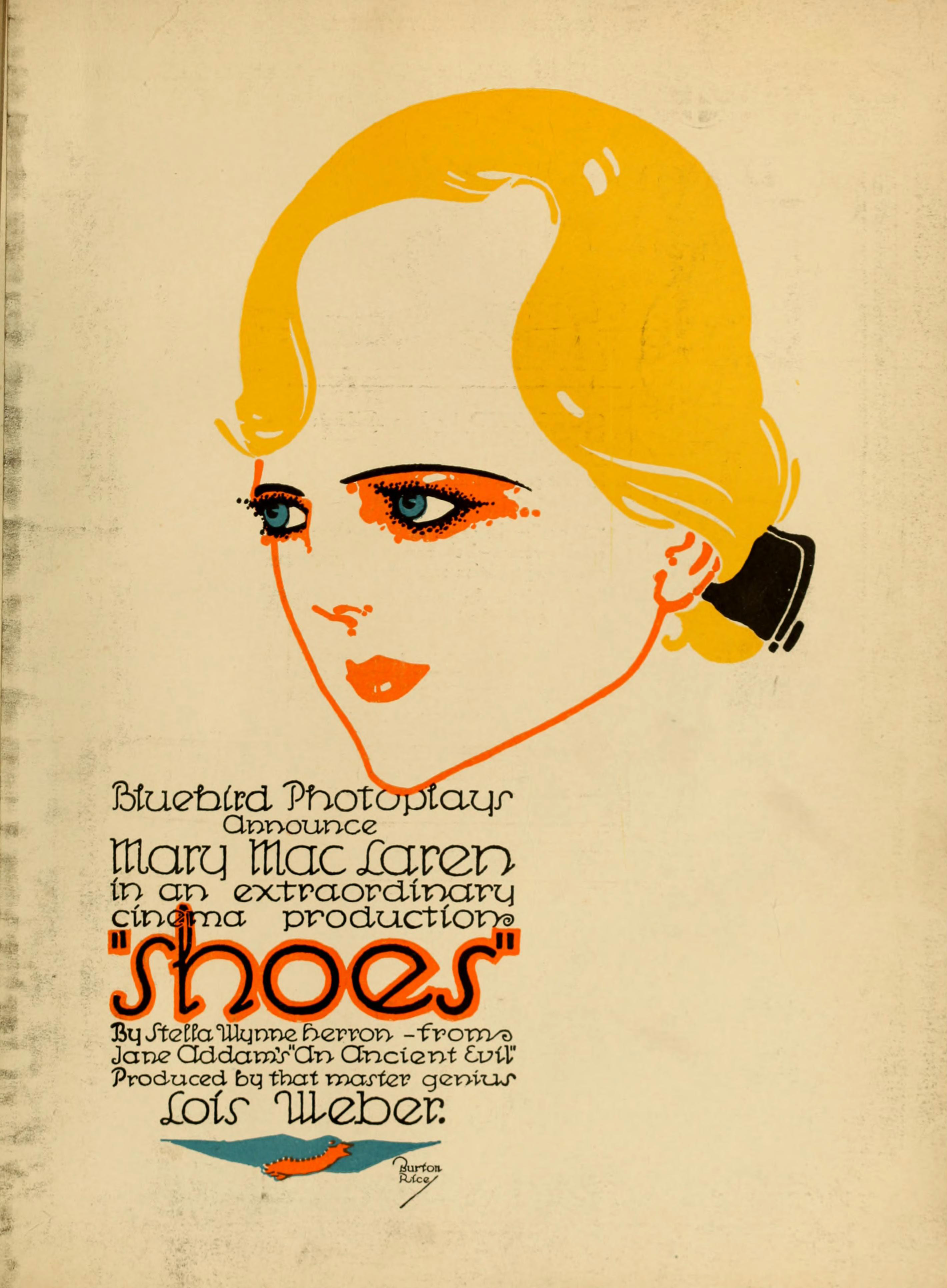
Shoes (1916年)

特筆以外は監督である。アンソニー・スライドによれば現存作品は17作である。
- 『日本の田園詩』 A Japanese idyll : 1912年（現存[8]）
- Suspense : 1913年（現存、英国映画協会が修復中[8]） - 主演およびフィリップス・スモーリーと共同で監督
- False colours : 1914年（断片が現存[8]）
- It's no laughing matter : 1915年（断片が現存[8]）
- Hypocrites : 1915年（現存[8]）
- 『覆面の義人』 Captain Courtesy : 1915年
- 『毒流』 Shoes : 主演メアリー・マクラレン、1916年（断片が現存[8]）
- 『暗中鬼』 Where Are My Children? : 1916年（現存[8]）
- The People vs. John Doe : 1916年
- 『ポルチシの唖娘』 The dumb girl of Portici : 主演ロイス・ウィルソン（英語版）、1916年（現存[8]）
- Hop, the Devil's Brew : 1916年 - フィリップス・スモーリーと共同で監督・主演
- The Flirt : 主演マリー・ウォールキャムプ、1916年 - フィリップス・スモーリーと共同で監督
- Sunshine Molly : 1916年（断片が現存[8]）
- Discontent : 1916年（現存[8]）
- John Needham's Double : 主演タイロン・パワー・シニア、1916年 - フィリップス・スモーリーと共同で監督
- 『獄屋の月』 The Eye of God : 主演タイロン・パワー・シニア、1916年 - フィリップス・スモーリーと共同で監督
- 『誰が為に』 Saving the Family Name : 主演メアリー・マクラレン、1916年 - フィリップス・スモーリーと共同で監督
- 『家を求めて』 Wanted: A Home : 主演メアリー・マクラレン、1916年 - フィリップス・スモーリーと共同で監督
- 『予言者』 The Mysterious Mrs. Musslewhite : 主演ハリソン・フォード、1917年
- 『悪魔の声』 Even as You and I : 1917年
- Hand That Rocks the Cradle : 1917年 - フィリップス・スモーリーと共同で監督・主演
- 『医師の女』 The Doctor and the Woman : 1918年 - フィリップス・スモーリーと共同で監督・脚本
- 『劇中の妻』 For Husbands Only : 1918年
- 『あこがれ』 Borrowed Clothes : 1918年 - 監督・脚本
- 『ターザン』 Tarzan of the Apes : 監督スコット・シドニー、1918年 - 脚本
- 『憧憬れの都へ』 Forbidden : 1919年
- 『ホーム』 Home : 1919年 - 監督・脚本
- 『緑地の夜』 When a Girl Loves : 1919年 - フィリップス・スモーリーと共同で監督
- 『荒野の花』 Mary Regan : 1919年
- To please one woman : 1920年（現存[8]）
- What's worth while? : 1921年（現存[8]）
- 『汚点』 The Blot : 主演クレア・ウィンザー / ルイス・カルハーン、1921年（現存[8]）
- Too wise wives : 1921年（現存[8]）
- 『幸福の宮殿』 A Chapter in Her Life : 1923年（現存[8]）
- 『彗星雲を衝いて』 The Marriage Clause : 1926年（断片が現存[8]）
- 『歓楽地獄』 Sensation Seekers : 1927年（現存[8]）
- The Angel of Broadway : 1927年
- White Heat : 1934年

## 関連事項
- アレゲニー (ペンシルベニア州) （en:Allegheny, Pennsylvania）
- en:North Side (Pittsburgh)
- アリス・ギィ＝ブラシェ
- ハーバート・ブラシェ （en:Herbert Blaché）
- アメリカ映画監督協会 （en:Motion Picture Directors Association）
- クレア・ウィンザー （en:Claire Windsor）
- ルイス・カルハーン （en:Louis Calhern）script doctor
- スクリプト・ドクター （en:script doctor）
- ハリウッド大通り （en:Hollywood Boulevard）

## 註
1. 1 2 3 4  Lois Weber, Internet Movie Database, 2010年4月2日閲覧。
2. ↑  The Dumb Girl of Portici, silentera.com （英語）, 2010年4月6日閲覧。
3. ↑  Shelley Stamp, "Lois Weber in Jazz Age Hollywood", Framework: The Journal of Cinema and Media 52.
4. ↑  "Lois Weber Engaged", Moving Picture World (January 31, 1925):487; "Universal Program Running High", Los Angeles Times (January 23, 1925):A9.
5. ↑  David Pierce, 'Carl Laemmle's Outstanding Achievement': Harry Pollard and the Struggle to Film "Uncle Tom's Cabin", Film History 10:4 (1998):459.
6. ↑  Robert S. Birchard, Early Universal City (Arcadia Publishing, 2009):111.
7. ↑  ロイス・ウェバー、キネマ旬報映画データベースおよびallcinema ONLINE, 2010年4月2日閲覧。
8. 1 2 3 4 5 6 7 8 9 10 11 12 13 14 15 16 17 18  Lois Weber, or the exigency of writing: part six, William D. Routt, www.latrobe.edu.au （ラ・トローブ大学）、2010年4月3日閲覧。